# Giải Hiệp hội các nhà phê bình phim người Mỹ gốc Phi 2014
Dưới đây là kết quả Giải Hiệp hội các nhà phê bình phim người Mỹ gốc Phi 2014.

## Giải thưởng
- Phim hay nhất:

1. Selma (Đoạt giải)
2. The Imitation Game
3. Theory of Everything
4. Birdman or (The Unexpected Virtue of Ignorance)
5. Belle
6. Top Five
7. Unbroken
8. Dear White People
9. Get On Up
10. Black or White

| Hạng mục                          | Đối tượng nhận giải          | Phim              |
| --------------------------------- | ---------------------------- | ----------------- |
| Nam diễn viên chính xuất sắc nhất | David Oyelowo                | Selma             |
| Nữ diễn viên chính xuất sắc nhất  | Gugu Mbatha-Raw              | Belle             |
| Đạo diễn xuất sắc nhất            | Ava DuVernay                 | Selma             |
| Kịch bản hay nhất                 | Gina Prince-Bythewood        | Beyond the Lights |
| Nam diễn viên phụ xuất sắc nhất   | Tyler Perry                  | Gone Girl         |
| Nam diễn viên phụ xuất sắc nhất   | J. K. Simmons                | Whiplash          |
| Nữ diễn viên phụ xuất sắc nhất    | Octavia Spencer              | Black and White   |
| Dàn diễn viên xuất sắc nhất       |                              | Get on Up         |
| Vai diễn bước ngoặt               | Tessa Thompson               | Dear White People |
| Phim độc lập hay nhất             |                              | Dear White People |
| Phim hoạt hình hay nhất           |                              | The Boxtrolls     |
| Phim điện ảnh thế giới hay nhất   |                              | Timbuktu          |
| Âm nhạc hay nhất                  | John Legend & Common (Glory) | Selma             |
| Phim tài liệu hay nhất            |                              | Life Itself       |

## Hạng mục đặc biệt
- Giải thành tựu đặc biệt: Donna Langley, Stephanie Allain, Franklin Leonard.
- Giải Ashley Boone: Debra Martin Chase.
- Giải Roger Ebert: Susan King.